# Куявський гібрид

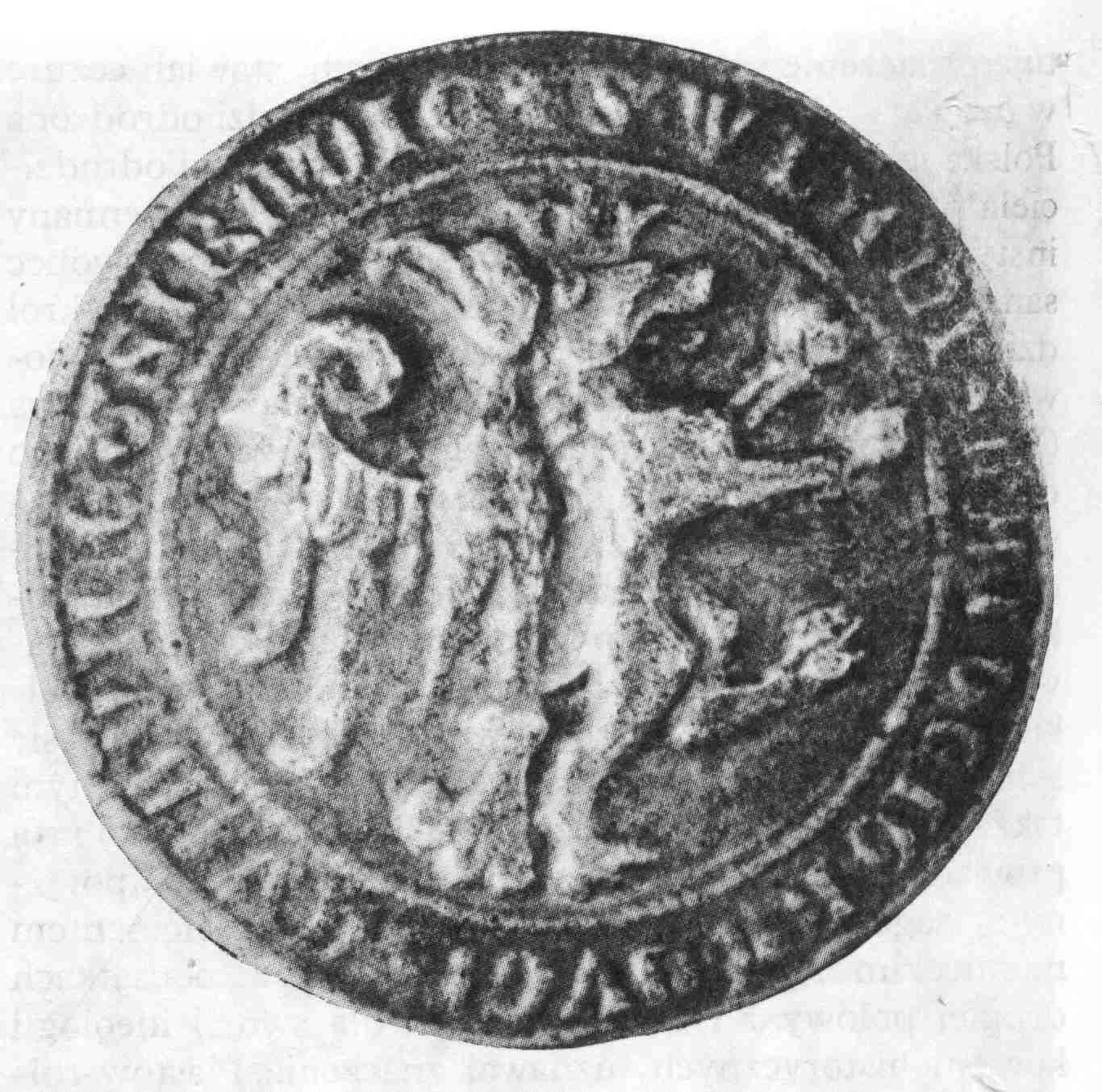
Печатка Володислава Локетка.

Куявський гібрид (пол. Hybryda kujawska) — у геральдиці гербова фігура у вигляді фантастичного звіра: пів-лева і пів-орла. Стародавній символ Куявії, історичної землі в Польщі. Один із характерних знаків, притаманних лише польській геральдиці. Відомий з другої половини XIII ст., з печаток куявських П'ястів — іновроцлавського князя Земомисла, серадзького князя Лешка Чорного, ленчицького князя Казимира, куявського князя Володислава Локетка. На старих зображеннях не мав корони. Первісно був особистим знаком князів, згодом став спадковим знаком їхньої гілки (саме так його вживали королі Володислав І й Казимир III, які походили з Куявії). Використовується на гербах сучасних адміністративно-територіальних одиниць Польщі: Лодзького воєводства, Куявсько-Поморського воєводства тощо. Також — півлев-піворел (пол. półlew-półorzeł), піворел-півлев (пол. połuorzeł-połulew), герб Куявських П'ястів (пол. herb Piastów kujawskich), куявський герб.

## Історія
Герб Куявії, ймовірно, має чеське походження. Найстаріше зображення з піворлом-півлевом знаходимо на печатці чеського князя-втікача Собіслава Дипольдовича, який знайшов притулок при дворі польського князя Генрика Бородатого. На відтиску його печатки, датованій 1228 роком, видно половину коронованого орла, оберненого ліворуч, який тулиться до половини коронованого лева. На думку дослідника М. Глебьонека, лев уособлював зв'язок Собіслава із Чехією, а орел — символізував польських П'ястів, які надали йому захист і з якими він перебував у кревних зв'язках. 
Такий самий піворел-півлев також зустрічається на монетах чеського короля Оттокара II середини XIII століття. На думку чеських оглядачів, він є складеним гербом Пржемисловичів, старим знаком яких був орел, а новим від початку XIII ст. — лев, наданий німецьким імператором. 
Найстаріші польські зображення з піворлом-півлевом знаходимо на польських князівських печатках середини XIII ст. Зокрема, він фігурує на печатці князя Земомисла, датованій 1268 роком. На його іншій печатці того самого року намальовано двобій лева із пішим князем, який відтискає його щитом із орлом.

## Галерея

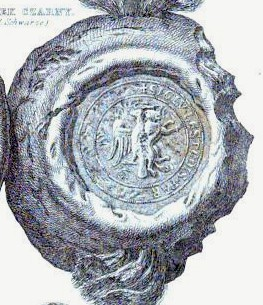
Печатка Лешка II
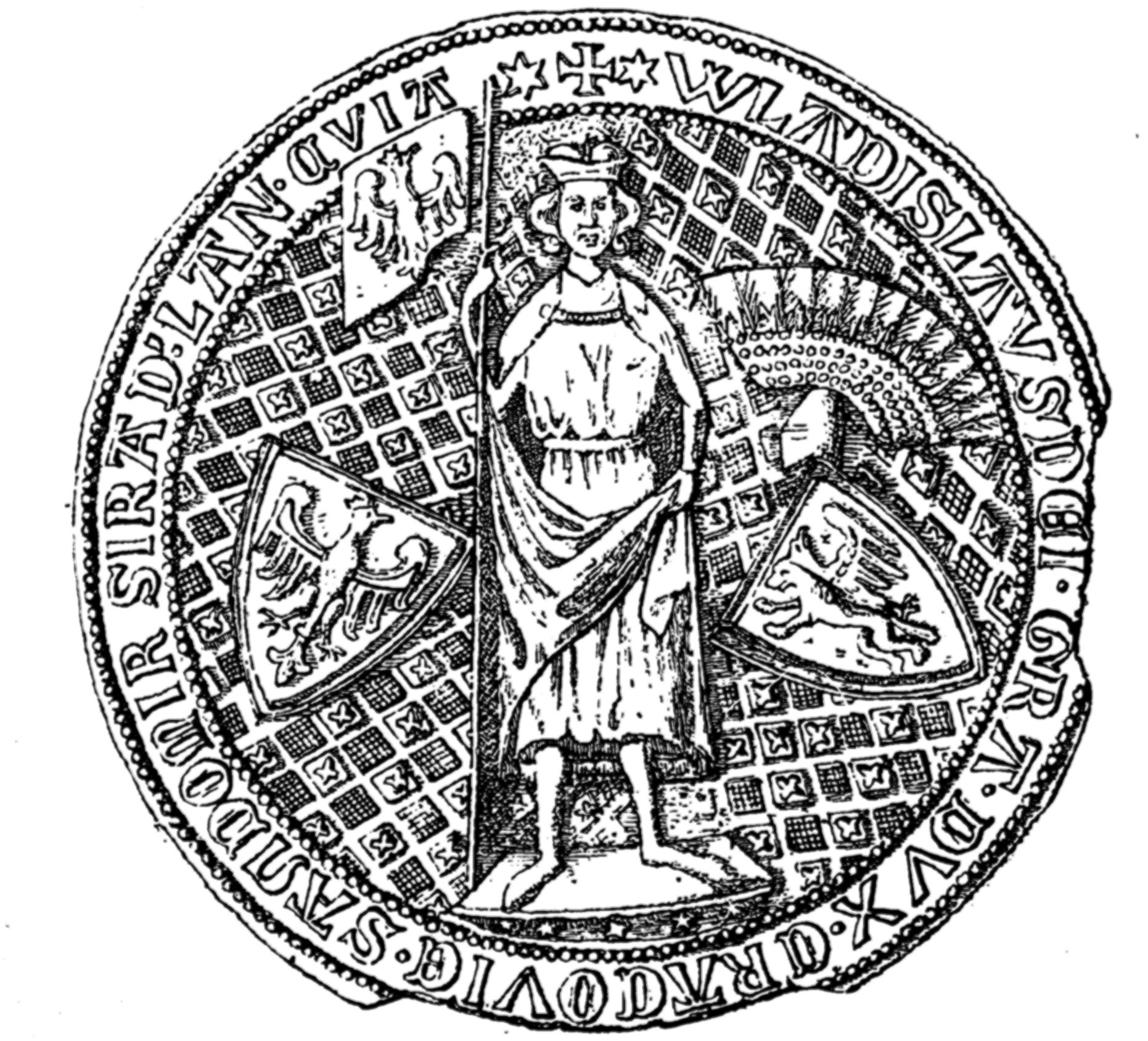
Печатка Володислава І
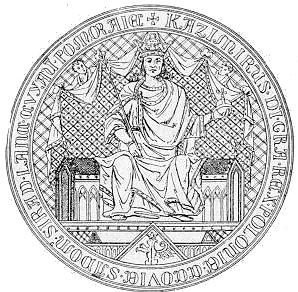
Печатка Казимира III
Брест-Куявське воєводство
Ленчицьке воєводство
Серадзьке воєводство
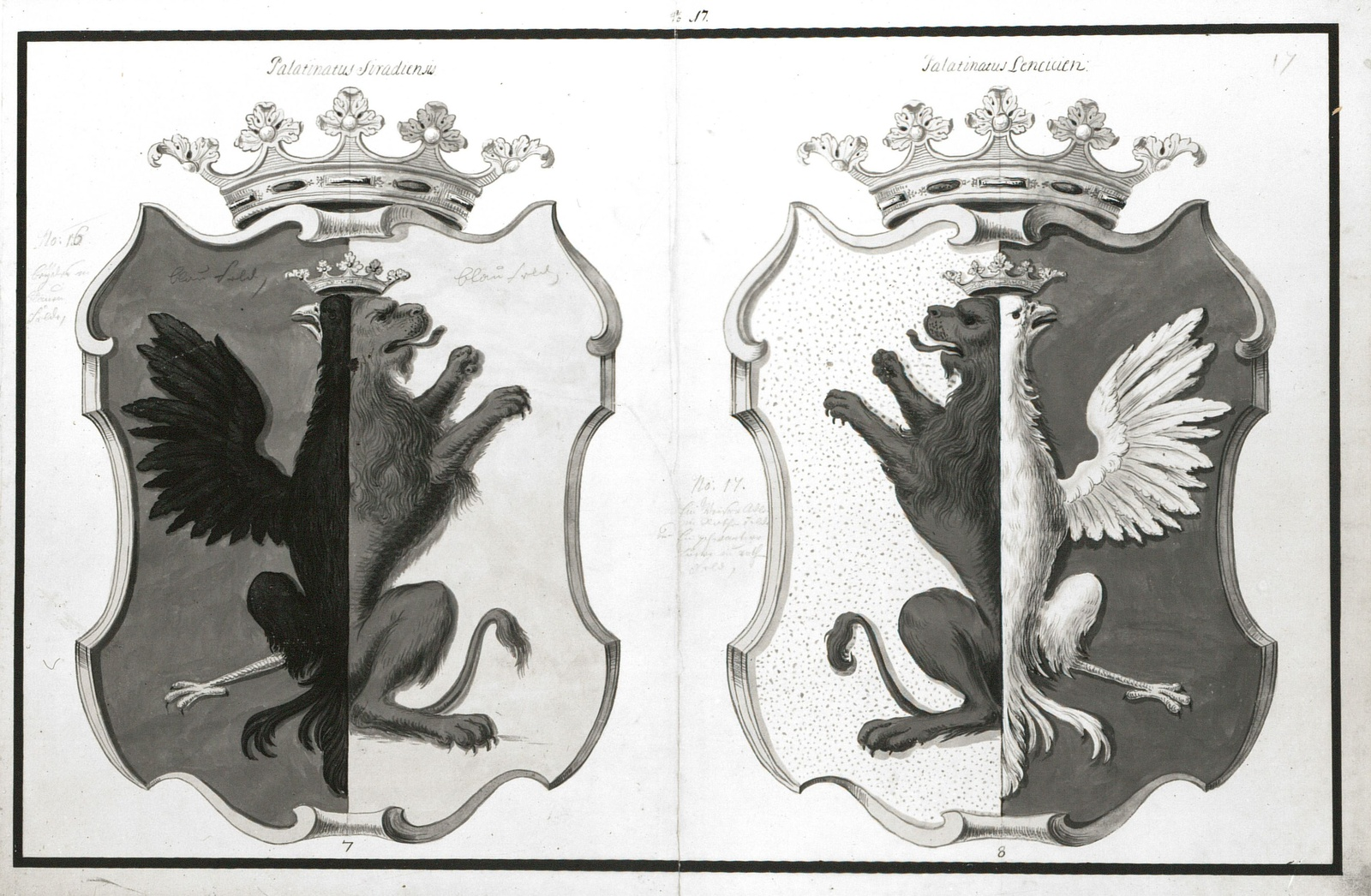
Серадзьке і Ленчицьке воєводства 1720
Куявсько-Поморське воєводство 2000
Лодзьке воєводство з 2002
Лодзьке воєводство проект 1928